# I Won’t Give In
I Won’t Give In (рус. Я не сдамся) — сингл британской рок-группы Asking Alexandria, который вошёл в их 4-й студийный альбом. Это первый сингл с вокалистом Денисом Шафоростовым, который заменил Дэнни Уорснопа, ушедшего в начале 2015 года
.

## История
После ухода Дэнни из группы, Денис Шафоростов, который до этого играл в Make Me Famous и Down & Dirty, присоединился к группе. Лидер и гитарист группы Бен Брюс, заявил, что его уход стал не неожиданным, и что он был неизбежным, так как Дэнни практически «забыл» о группе. В интервью Бен сказал, что текст этой песни он посвятил Дэнни. Сам Дэнни, положительно отреагировал на песню, заявив: «Я рад слышать, как группа продолжает развиваться».

## Видео
Ночью 26 мая был выложен трэк-видео песни, в видеоряде которого показана газетная статья, в которой говорится о том, что новым вокалистом стал Денис. Видео быстро набрало более 5 млн просмотров. 23 сентября вышел официальный видеоклип, в котором показывались летние выступления группы и бэкстейджи с Vans Warped Tour.

## Персонал
- Денис Шафоростов — вокал
- Бен Брюс — соло-гитара, бэк-вокал
- Кэмерон Линделл — ритм-гитара
- Сэм Бэттли — бас-гитара
- Джеймс Касселс — барабаны